# 10
10. је била проста година.

## Догађаји
- Четврти Тиберијев поход против Германа.
- Династија Еутидемида, која је владала Грчко-бактријским и Индо-грчким краљевством током хеленистичког периода, престала је да постоји.

## Рођени
- Антоније Феликс је био римски прокуратор провинције Јудеје.
- Херон Александријски је био грчки математичар и механичар.
- Јован Јеванђелист – по црквеном предању, аутор више књига Новог завета: Јеванђеља по Јовану, Откровења Јована Богослова и Јованових посланица.
- Лолиа Сатурнина је била ћерка Марка Лолија
- Лиу Пенгзи је марионетски цар обновљене династије Хан у Кини.